# João I de Trebizonda
João I de Trebizonda ou João I Axuco (1238) foi um monarca do Império de Trebizonda que reinou entre 1235 e 1238. Foi antecedido no trono por Andrônico I e sucedido por Manuel I.